# هیولای ۲۱ چهره
هیولای ۲۱ چهره (かい人۲۱面相 Kaijin Nijūichi Mensō) نامی بود (بر اساس شخصیت شرور خیالی ادوگاوا رامپو "دیوگان بیست چهره ") به عنوان نام مستعار توسط شخص یا گروهی که مسئول نامه‌های باج خواهی در پرونده گلیکو موریناگا در سال ۱۹۸۴ در ژاپن بودند. نام‌های مختلفی به این گروه از جمله «مرد اسرارآمیز با ۲۱ چهره» و «شبح با ۲۱ چهره»، نیز در مقالات و کتاب‌های مربوط به این مورد استفاده شده‌است.

## ربودن کاتسوهیسا ایزاکی
حوالی ساعت ۹:۰۰ شب در ۱۸ مارس ۱۹۸۴، دو مرد نقابدار مسلح به تپانچه و تفنگ (که بعداً به نظر اسلحه اسباب‌بازی بوده) از کلید سرقت شده از خانه همسایه برای ورود به خانه رئیس ایزاکی گلیکو با نام تسوهیسا ایزاکی استفاده کردند. خانه همسایه متعلق به مادر ۷۰ ساله کاتسوهیسا با نام یوشی، بود و در همان ملک قرار داشت که با دیواری آجری احاطه شده بود. جنایتکاران وارد خانه او شده و او را با یک خط تلفن قطع شده بسته بودند. آنها کلید خانه پسرانش را که یک سیستم امنیتی نصب شده بود، پس گرفتند.
این دو مرد نقابدار پس از ورود به خانه کاتسوهیسا ازاکی، همسرش میکیکو (۳۵ ساله) و دختر بزرگش ماریکو (۷ ساله) را بستند. میکیکو به مردان پیشنهاد پول داد و یکی از آنها پاسخ داد: "ساکت باشید. پول مهم نیست.» پس از قطع برخی از خطوط تلفن، دو مرد نقابدار، کاتسوهیسا ازاکی را که با دو فرزند دیگرش، یوکیکو (۴ ساله) و اتسورو (۱۱ ساله) در حال حمام کردن بود، پیدا کردند. کاتسوهیسا ازاکی برهنه از خانه اش ربوده شد و به انباری در ایباراکی، اوزاکا منتقل شد.
سه روز پس از ربوده شدن، ایزاکی پس از رهایی از طناب‌هایی که او را با آن بسته بودند، توانست از دست ربوده کنندگانش فرار کند. با این حال، او قادر به شناسایی مقصران یا ارائه سرنخی به پلیس در مورد انگیزه آنها نبود.
چندین هفته پس از ربوده شدن ایزاکی، این گروه چندین خودرو را در دفتر مرکزی شرکت به آتش کشیدند. سپس در ۱۶ آوریل سال ۱۹۸۴، یک ظرف پلاستیکی را پر از اسید هیدروکلریک در داخل یک شرکت ساختمان Glico در پیدا شد ایباراکی، اوزاکا، همان شهرستان Ezaki اسیر در برگزار شد.

### مرد فیلم‌بردای‌شده

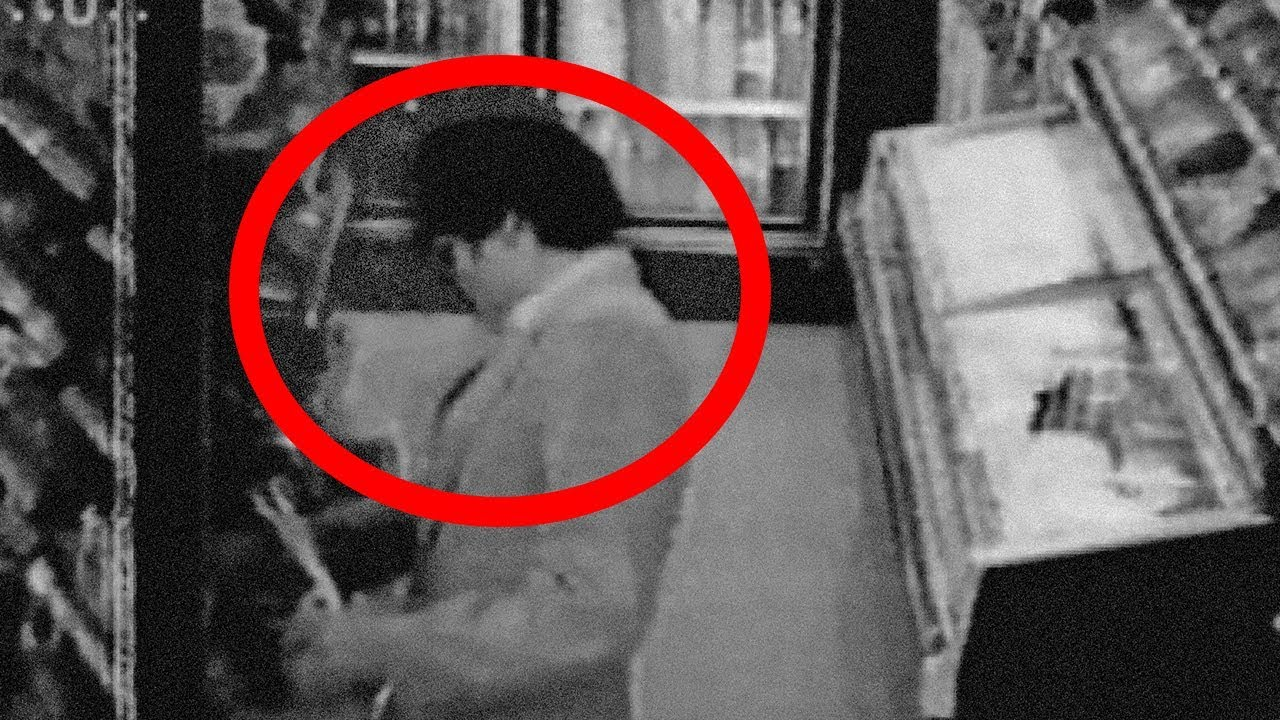
تصویر منتشر شده از "مرد فیلمبرداری شده"

به دنبال تهدید هیولای ۲۱ چهره برای مسموم کردن شیرینی‌های گلیکو و خروج انبوه محصولات گلیکو از قفسه‌ها، مردی که کلاه بیسبال Yomiuri Giants بر سر داشت در حال گذاشتن شکلات گلیکو در قفسه فروشگاه توسط دوربین امنیتی دستگیر شد. تصور می‌شد که این مرد پشت هیولا با ۲۱ چهره است. پس از این اتفاق، عکس دوربین امنیتی منتشر شد.

### مرد روباه-چشم
در ۲۸ ژوئن ۱۹۸۴، دو روز پس از اینکه هیولا موافقت کرد در ازای دریافت ۵۰ میلیون ین، آزار و اذیت مارودای هام را دست بکشد، پلیس به دستگیری مغز متفکر مورد ظن نزدیک شد. یک بازپرس خود را به عنوان یک کارمند مارودای درآورد و دستورهای هیولا را برای صرافی دنبال کرد. هنگامی که او سوار قطار به سمت نقطه جابجایی پول بود، متوجه مردی مشکوک شد که او را تماشا می‌کرد. او را مردی درشت اندام و خوش‌اندام توصیف کردند که عینک آفتابی به چشم داشت و موهایش را کوتاه کرده بود. همچنین از او نقل شده‌است که «چشم‌هایی مانند چشم روباه» دارد. هنگامی که بازرسان او را از قطاری به قطار دیگر دنبال می‌کردند، مرد روباه-چشم (キツネ目の男 kitsune-me no otoko) در نهایت از دست آنها فرار کرد. در حادثه‌ای بعد، بازرسان مرد روباه-چشم را دوباره دیدند که گروه ادعایی «هیولا» را در جریان تبادل پول مخفی دیگری با شرکت هاوس فود همراهی می‌کرد. یک بار دیگر، او توانست از پلیس فرار کند.

### مانابو میازاکی
پلیس متروپولیتن توکیو ابتدا مانابو میازاکی، پسر یک رئیس شناخته شده یاکوزا و یک جنایتکار را به دلیل شباهتش به این مظنونان، به عنوان مرد روباه-چش و مرد فیلمبرداری شده شناسایی کرد. میازاکی همچنین ده سال قبل با گلیکو درگیر اختلافات کاری بود. با این حال، پس از بررسی حقایق او، او از جنایات گلیکو- موریناگا پاک شد، اگرچه برخی هنوز گمان می‌کنند که او می‌توانست با این گروه در ارتباط باشد.